# Солтонский район
Солто́нский райо́н — административно-территориальное образование (сельский район) и муниципальное образование (муниципальный район) в  Алтайском крае России.
Площадь — 3020 км². Образован в 1924 году.
Административный центр — село Солтон, расположенное в 260 км от Барнаула.

## География
Район расположен на востоке края. Рельеф увалисто-холмистое плато Салаирского кряжа. Климат континентальный. Средняя температура января −17,2 °C, июля +18,6 °C. Годовое количество атмосферных осадков — 580 мм.
Почвы — чернозёмы оподзоленные и выщелоченные, серые лесные. Разведаны запасы каменного угля. По территории района протекают реки Бия, Неня, Солтонка, Соза. Растут сибирский кедр, обыкновенная сосна, берёза, ель; богатое разнотравье, в том числе встречаются папоротник-орляк, черемша, зверобой, душица, донник, мать-и-мачеха, ромашка. Обитают белка, бобр, рысь, красная лиса, лось, выдра, норка, ондатра, медведь, волк.

## Население
| 1959    | 1996    | 1997    | 1998    | 1999    | 2000    | 2001    | 2002    | 2003    |
| ------- | ------- | ------- | ------- | ------- | ------- | ------- | ------- | ------- |
| 23 218  | ↘12 400 | ↘11 900 | ↘11 800 | ↘11 600 | ↘11 300 | ↘11 200 | ↘11 100 | ↘10 859 |
| 2004    | 2005    | 2006    | 2007    | 2008    | 2009    | 2010    | 2011    | 2012    |
| ↘10 648 | ↘10 450 | ↘10 200 | ↘9938   | ↘9697   | ↘9482   | ↘8610   | ↘8574   | ↘8309   |
| 2013    | 2014    | 2015    | 2016    | 2017    | 2018    | 2019    | 2020    | 2021    |
| ↘8104   | ↘7919   | ↘7809   | ↘7579   | ↘7460   | ↘7338   | ↘7136   | ↘7003   | ↘6386   |

### Национальный состав
Национальный состав
| Национальность | Мужчины | Женщины | Оба пола | %    |
| -------------- | ------- | ------- | -------- | ---- |
| русские        | 4 837   | 5 223   | 10 060   | 91,8 |
| кумандинцы     | 189     | 217     | 406      | 3,7  |
| немцы          | 98      | 111     | 209      | 1,9  |
| украинцы       | 32      | 30      | 62       | 0,56 |
| мордва         | 25      | 31      | 56       | 0,51 |
| татары         | 9       | 18      | 27       | 0,24 |
| армяне         | 16      | 4       | 20       | 0,18 |
| белорусы       | 10      | 6       | 16       | 0,14 |
| Все население: | 5 265   | 5 689   | 10 954   | 100  |

## Административно-муниципальное устройство
Солтонский район с точки зрения административно-территориального устройства края включает 6 административно-территориальных образований — 6 сельсоветов.
Солтонский муниципальный район в рамках муниципального устройства включает 6 муниципальных образований со статусом сельских поселений:
| № | Сельское поселение       | Административный центр | Количество населённых пунктов | Население (чел.) | Площадь (км²) |
| - | ------------------------ | ---------------------- | ----------------------------- | ---------------- | ------------- |
| 1 | Карабинский сельсовет    | село Карабинка         | 4                             | ↗1220            | 494,09        |
| 2 | Макарьевский сельсовет   | село Макарьевка        | 4                             | ↘493             | 788,55        |
| 3 | Ненинский сельсовет      | село Ненинка           | 2                             | ↘901             | 358,53        |
| 4 | Нижнененинский сельсовет | село Нижняя Ненинка    | 2                             | ↘630             | 259,65        |
| 5 | Солтонский сельсовет     | село Солтон            | 5                             | ↘2836            | 349,34        |
| 6 | Сузопский сельсовет      | село Сузоп             | 6                             | ↘788             | 761,92        |

В 2010 году Берёзовский, Кумандинский и Солтонский сельсоветы объединены в Солтонский сельсовет.
В 2011 году Карабинский и Сайдыпский сельсовет объединены в Карабинский сельсовет.

### Населённые пункты
В Солтонском районе 23 населённых пункта.
В сносках к названию населённого пункта указана муниципальная принадлежность

| Солтон         | ↘2591 |
| Карабинка      | ↗1111 |
| Ненинка        | ↘933  |
| Нижняя Ненинка | ↘677  |
| Сузоп          | ↘649  |
| Макарьевка     | ↘409  |
| Берёзово       | ↘310  |
| Сайдып         | ↘215  |

| Излап        | ↘213 |
| Новотроицк   | ↘156 |
| Тосток       | ↗151 |
| Шатобал      | ↘142 |
| Урунск       | ↘140 |
| Караган      | ↘138 |
| Новая Ажинка | ↘120 |
| Усть-Куют    | ↘65  |

| Акатьево      | ↘60 |
| Старая Ажинка | ↗24 |
| Кичек         | →14 |
| Шабурово      | ↗1  |
| Вознесенка    | ↘0  |
| Афонино       | ↘0  |
| Каракан       | ↘0  |

### Упразднённые населённые пункты
10 июня 2009 года был упразднён посёлок Карасёво.

## Экономика
Основное направление экономики — сельское хозяйство. Развито производство мяса, молока. На территории района расположены пчеловодческий комплекс, мехлесхоз.
На территории района расположено единственное угледобывающее предприятие Алтайского края — Мунайский угольный разрез, который обеспечивает топливом 14 районов юго-востока края (Бийская зона) и Республики Алтай. Потенциал этого месторождения оценивается в 1 млн тонн угля в год. Также Министерством регионального развития РФ одобрен инвестпроект строительства на территории района Алтайской конденсационной электростанции мощностью 660 МВт.
По территории района проходит автомобильная трасса «Бийск — Турочак — Артыбаш».